# رقبة بركانية

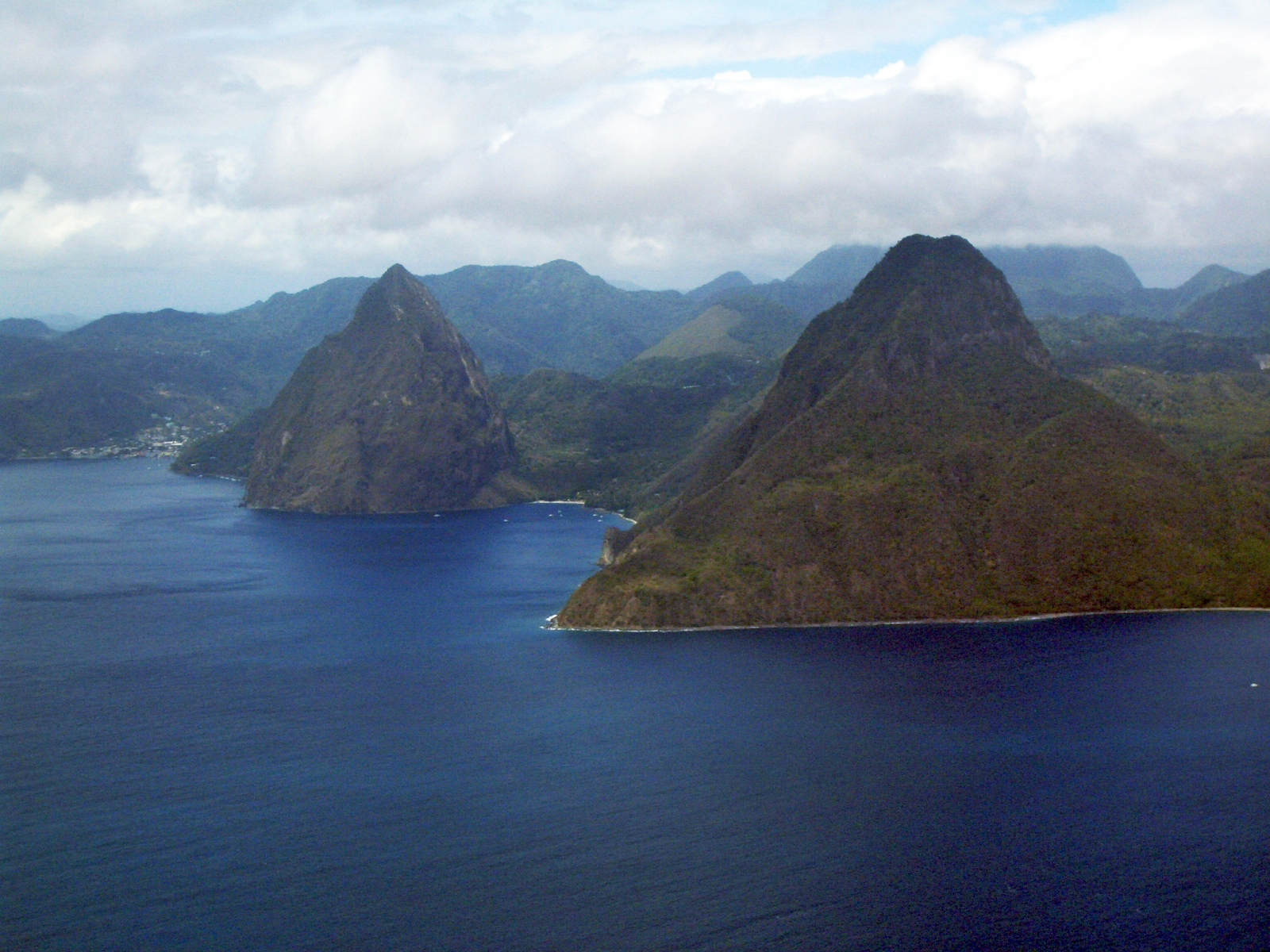
عرض جوي للقصبتان البركانيتان بيتونس(Piton) في سانت لوسيا سنة 2006

الرقبة البركانية   (ملاحظة 1) هي إحدى المعالِم البركانية التي تتشكل نتيجة تصلُّب الصهارة داخل شق بركاني موجود على بركان في حالة النشاط. و حينما تتكون الرقبة، فإنها من الممكن أن تؤدي إلى تشكل ضغط هائل في حالة تجمع الغازات الخاصة بالصهارة الصاعدة من البركان تحتها، و هذا يمكنه في بعض الأحيان أن يؤدي إلى نشاط بركانيِّ انفجاريّ. و يمكن أن تؤدي فترات الدور الجليدي إلى التعرية من جانب واحد، بينما يبقى الجانب المقابِل مغطًّى بمنحَدَر طويل من المواد. ذلك النوع من التضاريس يسمى بالقِرْناسٌ مُذَيَّل(crag and tail). و إذا كانت الرقبة محفوظة فإن التعرية ستزيل الصخور المحيطة بها بينما تبقى الرقبة المقاومة للتعرية، مما ينتج لدينا شكلًا أرضيًا مميزًا.
و يمكننا أن نجد مثالًا على الرقبات البركانية في سانت لوسيا، حيث أن هناك رقبتان بركانيتان جَبَلِيَّتان يسمَّيان بيتونس(Pitons) في الجهة الشرقية من البحر الكاريبي.

## هوامش
- ملاحظة 1 المرادفات: أو العنق البركانية باللغة الإنجليزية: volcanic plug or volcanic neck)،